# Palačinka

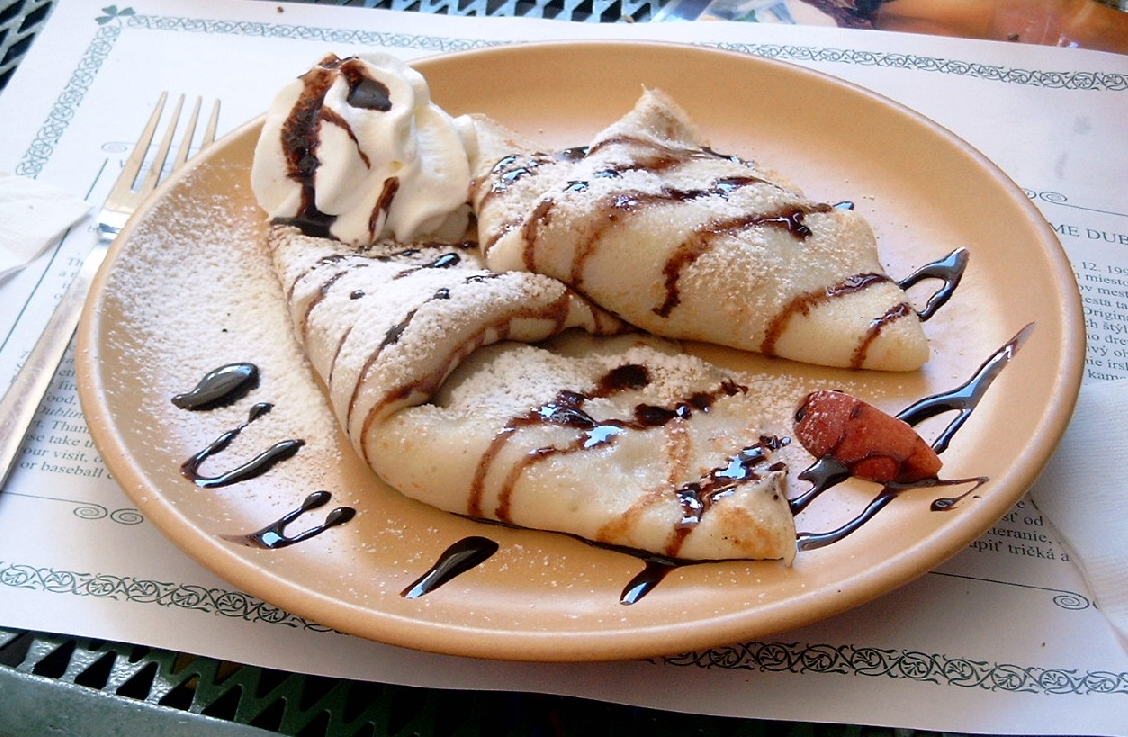
Palačinka.

Une palačinka est une sorte de crêpe originaire d'Europe centrale et de l'Est.
La pâte fine est fourrée de confiture (notamment d'abricot), de fromage blanc, de fruits à coque (noisettes ou noix), de fruits, de noix de coco, de chocolat ou même avec des épinards, à la viande hachée, et au fromage à pâte molle.

## Noms
Le plat était connu et bien répandu dans l'ensemble de la monarchie austro-hongroise. Son nom diffère selon les pays :
- palatschinke (au pluriel palatschinken) en Autriche ;
- palačinka / палачинка en Bosnie, Bulgarie, Croatie, Macédoine, Serbie, Slovénie, Tchéquie ;
- palacinca / palcinta en Italie ;
- palacinka en Slovaquie ;
- palacsinta en Hongrie ;
- palaçinka en  Albanie.

Pour toutes ces langues, le mot est un emprunt du roumain plăcintă, ayant comme origine le plat romain placenta, signifiant « galette », « gâteau ».